# Camilla Läckberg
Jean Edith Camilla Läckberg Sköld, under en period Eriksson, född 30 augusti 1974 i Fjällbacka i Göteborgs och Bohus län, är en svensk civilekonom, deckarförfattare och entreprenör. Hon fick sitt genombrott med Fjällbackaserien, som är detektivromaner med författaren Erica Falck och polisen Patrik Hedström, och som utspelar sig i eller kring hennes födelse- och uppväxtort Fjällbacka på Sveriges västkust.

## Biografi
Camilla Läckberg är uppvuxen i Fjällbacka i Bohusläns skärgård och studerade vid Handelshögskolan i Göteborg, med examen som civilekonom. Hon flyttade till Stockholm och arbetade sedan på Birka Energi men var intresserad av skrivande och 1998 fick hon en skrivkurs i present av sin make. Kursen, "Att skriva krim", ordnades av förlaget Ordfront och riktade sig till kvinnor som ville skriva detektivromaner. Den ledde till att hon fyra år senare hade skrivit sin första roman Isprinsessan, som hon skickade till några förlag, och fick kontrakt med det lilla förlaget Warne. Hon var då föräldraledig och senare förlorade hon arbetet när Birka Energi köptes upp av Fortum. Romanen kom ut 2003 och sålde bra för en debutroman och Camilla Läckberg beslöt sig för att göra en genomarbetad satsning. Hon hade då påbörjat den andra romanen med samma huvudpersoner i vad som sedermera kom att kallas Fjällbackaserien, eftersom den utspelar sig i och runt Fjällbacka. Camilla Läckberg kontaktade Liza Marklunds agent Bengt Nordin. Hon valde honom eftersom Marklund då var den bäst säljande kvinnliga författaren, och tänkte att hon skulle börja med att kontakta den bästa och sen jobba sig neråt. Hon presenterade inte bara synopsis till nästa bok utan en hel affärsplan och var tydlig med att hon själv var beredd att handfast arbeta med marknadsföring och försäljning. Bengt Nordin åtog sig uppdraget och fick kontrakt på det nationellt etablerade bokförlaget Forum, som gav ut hennes andra bok Predikanten 2004. År 2019 skrev hon på för ytterligare fyra böcker med förlaget.

## Författarskap
Camilla Läckberg har bland annat gett ut elva romaner i Fjällbackaserien, två novellsamlingar, två kokböcker och en barnboksserie om Super-Charlie.
Hennes två första kriminalromaner om Patrik Hedström och Erica Falck, Isprinsessan och Predikanten, lovordades i pressen och fann snabbt en stor läsekrets. Men det verkliga genombrottet kom med Stenhuggaren, som 2005 nominerades till Årets bästa svenska kriminalroman av Svenska Deckarakademin, samt Olycksfågeln och Tyskungen som var huvudböcker i Bonniers Bokklubb. Hennes fyra första böcker har blivit tv-filmer som visade i SVT hösten 2007. SVT har även visat Fjällbackamorden, en tv-serie baserad på romanfigurerna från Camilla Läckbergs deckare. Serien Fjällbackamorden produceras av produktionsbolaget Tre Vänner, som även filmatiserat Läckbergs roman Tyskungen. Tyskungen hade svensk biopremiär den 28 juni 2013. Bokserien har blivit en av de bästsäljande i Sverige och internationellt. Totalt har Camilla Läckbergs böcker i Fjällbackaserien sålts i 22 miljoner exemplar i över 60 länder.
När Camilla Läckberg väntade sitt tredje barn skrev hon barnboken Super-Charlie om bebisen Charlie som fick superkrafter när han föddes eftersom två stjärnor kolliderade. Boken baserades på de äldre syskonens frågor och illustrerades av Millis Sarri. Boken lanserades tillsammans med en låt och ett Iphone-spel. Den har sedermera utvecklats till en serie barnböcker om Super-Charlie samt en ABC-bok och räkneboken Siffror. År 2019 kom den nionde boken, Super-Charlie och Flamingokatastrofen, illustrerad av Therese Larsson.
År 2017 meddelade Camilla Läckberg att hon tar en paus från Fjällbackaserien för att skriva en bok i genren "hämndlitteratur", en hyllning till de böcker som på 1980-talet hånfullt kallades tantsnusk. Det är tänkt att bli två böcker under samlingsnamnet Fayes hämnd. Den handlar om Faye, en kvinna som egentligen heter Matilda och kommer från Fjällbacka, och hennes hämnd på män som svikit henne. Huvudpersonens namn är en hyllning till Fay Weldon, som skrivit En hondjävuls liv och lustar.År 2019 kom den första boken med titeln En bur av guld ut. Den lanserades parallellt i flera länder, bland annat Nederländerna, Polen, Spanien och Portugal. I maj 2020 kom uppföljaren Vingar av silver ut.
Camilla Läckberg har även gett ut två kokböcker, Smaker från Fjällbacka och Fest mat & kärlek 2008 respektive 2011.
I september 2023 undersökte Lapo Lappin Läckbergs litteratur med stilometri och programmet Stylo. De två böckerna i serien Fayes hämnd avvek något från Läckbergs andra böcker, vilket kunde förklaras av ett inflytande av en annan skribent. Kortromanerna Kvinnor utan nåd och Gå i fängelse avvek dock mycket från Läckbergs vanliga stil. Kvinnor utan nåd låg nära Läckbergs redaktör Pascal Engman. Gå i fängelse liknade varken Engmans eller Läckbergs stil och bedömdes vara skriven av en oidentifierad spökskrivare. Läckberg svarade att Fayes hämnd i allra högsta grad hade påverkats av Engmans redaktörskap och att hon i de böckerna även aktivt hade eftersträvat en annan stil. Avvikelserna för de två böcker som avvek mest kommenterade hon inte.

## TV-framträdanden

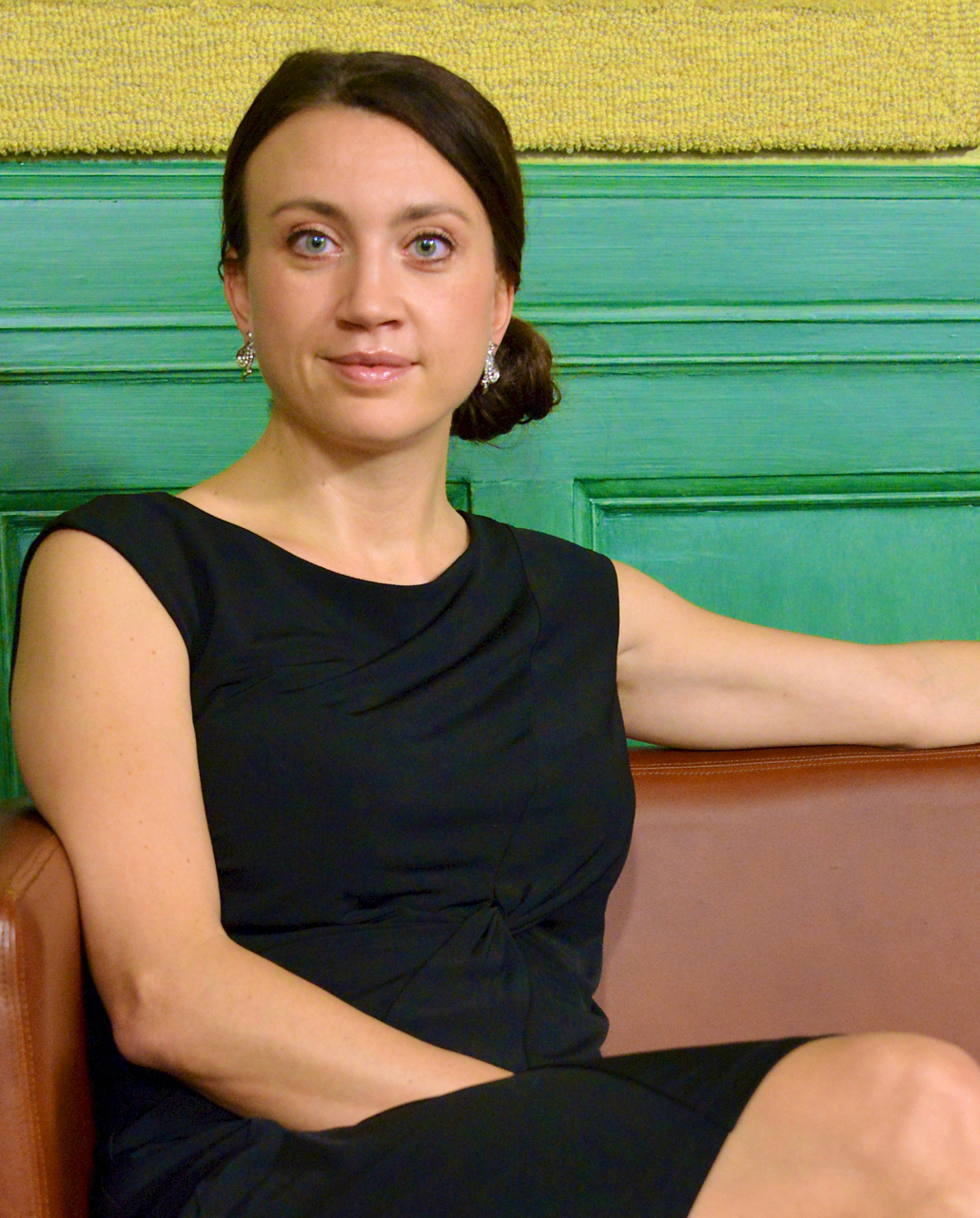
Camilla Läckberg inför webbsändning på Rosenbad 2012 för att främja Sveriges litteraturexport.

Tillsammans med Denise Rudberg var hon programledare för litteraturprogrammet Läckberg & Rudberg som sändes under vintern 2007/2008. Hon har även gästspelat som sig själv i ett avsnitt av TV4:s komediserie Välkommen åter.
Camilla Läckberg medverkade 2012 i Let's Dance i TV4 där hon slutade på fjärde plats av totalt tio deltagare. Efter Let's Dance har Camilla Läckberg tävlat i dans tillsammans med Stefano Oradei, svensk mästare i latindans.
- 2007 – Läckberg & Rudberg (TV-serie)
- 2010 – Välkommen åter (TV-serie)
- 2012 – Let's Dance (TV-serie)
- 2017 – Klassfesten (TV-serie)
- 2018 – Tillsammans med Strömstedts (TV-serie)
- 2018 – Stjärnorna på slottet (TV-serie)
- 2019 – Alla mot alla med Filip och Fredrik (TV-serie)
- 2023 – Avskalat (TV-serie)
- 2023 – Masked Singer (TV-serie)

## Andra uppdrag
Camilla Läckberg är delägare i smyckesföretaget Sahara Silversmycken som startades av designern Lovisa Wester Bäckström – en kurskamrat från Handelshögskolan. Camilla Läckberg driver musikbolaget One Spoon Music tillsammans med producenten och låtskrivaren Pelle Nylén. Camilla Läckberg är ambassadör för Barncancerfonden sedan februari 2012 och har deltagit i flera av organisationens insamlingar. 
År 2015 släpptes låten Ett gott nytt år med Mathias Holmgren, där Camilla Läckberg skrivit texten.
Läckberg skrev texten till låten Himmel för två som sångerskan Anna Book skulle ha tävlat med i Melodifestivalen 2016. Låten blev dock diskvalificerad två dagar innan den skulle framföras, då den hade framförts med annan text i Moldaviens Melodifestival år 2014.
År 2017 startade Camilla Läckberg Invest In Her AB tillsammans med företagsledaren Christina Saliba. Invest in Her AB är ett investmentbolag som syftar till att stödja utvecklingen av produkter och tjänster med målet att stärka kvinnor, samt att främja kvinnligt ägande.

## Familj
Läckberg bor i Enskede och har fyra barn. Mellan 2010 och 2014 var hon gift med Martin Melin och tillsammans har de en son född 2009. 2014 inledde hon ett förhållande med MMA-utövaren Simon Sköld och sedan 2017 är de gifta. Tillsammans har de en dotter född 2016.

### Fjällbacka-serien
- 2003 – Isprinsessan
- 2004 – Predikanten
- 2005 – Stenhuggaren
- 2006 – Olycksfågeln
- 2007 – Tyskungen
- 2008 – Sjöjungfrun
- 2009 – Fyrvaktaren
- 2011 – Änglamakerskan
- 2014 – Lejontämjaren
- 2017 – Häxan
- 2022 – Gökungen

### Noveller
Kortromanen Snöstorm och mandeldoft skrevs som en julspecial 2006. År 2013 gavs en jubileumsbok när Camilla Läckberg firade tio år som författare ut. Den innehöll kortromanen, ytterligare ett par noveller samt texter om författaren och hade namnet Mord och mandeldoft:
- 2006 – Snöstorm och mandeldoft
- 2013 – Mord och mandeldoft
- 2021 – Gå i fängelse & Kvinnor utan nåd

### Kokböcker
- 2008 – Smaker från Fjällbacka (Tillsammans med Christian Hellberg)
- 2011 – Fest, mat & kärlek (Tillsammans med Christian Hellberg)

### Böckerna om Super-Charlie
- 2011 – Super-Charlie (Tillsammans med Millis Sarri, illustratör)
- 2012 – Super-Charlie och gosedjurstjuven (Tillsammans med Millis Sarri, illustratör)
- 2013 – Super-Charlie och mormorsmysteriet (Tillsammans med Millis Sarri, illustratör)
- 2014 – Super-Charlie och monsterbacillerna (Tillsammans med Millis Sarri, illustratör)
- 2015 – Super-Charlie och lejonjakten (Tillsammans med Millis Sarri, illustratör)
- 2016 – Super-Charlie och den försvunna tomten (Tillsammans med Millis Sarri, illustratör)
- 2017 – Super-Charlie och skurksystern (Tillsammans med Millis Sarri, illustratör)
- 2018 – Super-Charlie och spökfällan (Tillsammans med Therese Larsson, illustratör)
- 2019 – Super-Charlie och flamingokatastrofen (Tillsammans med Therese Larsson, illustratör)

#### Skriv- och läseböckerna
- 2017 – Super-Charlie ger dig superkrafter. Bokstäver. (Tillsammans med Millis Sarri, illustratör)
- 2017 – Super-Charlie ger dig superkrafter. Siffror. (Tillsammans med Millis Sarri, illustratör)

### Fayes hämnd
- 2019 – En bur av guld
- 2020 – Vingar av silver
- 2024 - Drömmar av brons

### Mina & Vincent-Serien (författad tillsammans medHenrik Fexeus)
- 2021 – Box
- 2022 – Kult
- 2023 – Mirage

## Priser och utmärkelser
- Årets Kvinna 2012, Expressen[33]
- Årets lantis 2011, tidningen Land [34]
- Europas sjätte bäst säljande författare 2009[35]
- Sveriges bäst säljande författare 2009[36]
- Folkets litteraturpris 2006[37]
- SKTF:s pris Årets författare 2005[38]